# کوسه، اوکایاما
کوسه، اوکایاما (به لاتین: Kuse) یک منطقهٔ مسکونی در ژاپن است که در ناحیه چوگوکو واقع شده‌است. کوسه ۱۱٬۴۲۴ نفر جمعیت دارد.